# Sándor János (helytörténész)
Sándor János (Kolon, 1929. október 25. – Kolon, 2012. május 25.) néprajzi gyűjtő, helytörténész.

## Élete
Az 1940-es években a Pozsonyi Magyar Gimnáziumba járt, tanulmányait a háborús események félbeszakították. Később gazdálkodó, munkás volt. 1954–1957 között a koloni helyi nemzeti bizottsági elnöke, 1958–1960 között a helybeli mezőgazdasági szövetkezet segédkönyvelője, 1960–1977 között raktáros. 1977–1990 között a Csemadok Nyitrai járási bizottságának titkára.
Szülőfaluja és szűkebb pátriája, Zoboralja néphagyományainak gyűjtésével és helytörténetével foglalkozott.

## Művei
- 1996/2004 Kolon. Egy falu a Zoboralján
- 2006 Falusi huncutságok Zoboraljáról
- 2009 Zoboralja dióhéjban. Kolon